# Ghjuventù Paolina
 (juin 2020).
Si vous disposez d'ouvrages ou d'articles de référence ou si vous connaissez des sites web de qualité traitant du thème abordé ici, merci de compléter l'article en donnant les références utiles à sa vérifiabilité et en les liant à la section « Notes et références ».
Ghjuventù Paolina est un syndicat étudiant nationaliste corse. 

## Historique
Syndicat de l'Université de Corse. Fondé en 1992 par des étudiants issus de la Cunsulta di i Studienti Corsi qui, à la suite d'un désaccord décident de monter une nouvelle structure syndicale. 
Sa création résulte d'une ingérence du mouvement nationaliste dans les choix universitaires[Laquelle ?] et, en particulier, dans le cadre de l'élection du président de l'université, Antoine-François Bernardini[Quand ?]
Ghjuventù Paolina se réclame de la mouvance nationaliste corse, plus particulièrement de la lutte de libération nationale.

## Actions militantes
En avril 2014, le syndicat a bloqué l'université de Corse pour protester contre la présence de Marylise Lebranchu sur l'île.
Toujours en 2014, des étudiants du syndicat ont manifesté contre l'abrogation des arrêtés Miot, une série de dispositions administratives datant du Consulat et portant notamment sur la reconnaissance de la langue corse.
Des membres du syndicat sont aussi entrés, en 2016, dans les préfectures de Haute-Corse et de Corse-du-sud, où ils ont été reçus par le préfet. Ils souhaitaient le rapprochement des prisonniers politiques corses.
En janvier 2021, le syndicat se mobilise au côté des étudiants en médecine qui réclament plus de places, notamment pour les PASS. Ils réussiront par ailleurs à en obtenir. 
En mars 2021, le syndicat se joindra au mouvement de protestation contre la réforme du CAPES de Corse. Ses militants mèneront des opérations de tractages partout dans l'île. 
La structure occupe également, avec les deux autres syndicats étudiants cortenais, un rôle central dans la création du collectif après l'agression d'Yvan Colonna. Après avoir convoqués l'Assemblée Générale ayant conduit à la mobilisation du 06 mars 2022, les militants seront mobilisés pendant près d'un mois dans différentes actions : blocage de l'Université, rassemblements de soutien, manifestations, occupations de bâtiments publics ou encore des veillées. 